# ميشيل فرينش
ميشيل فرينش (بالإنجليزية: Michelle French)‏ هي لاعبة كرة قدم ومدربة كرة قدم أمريكية، ولدت في 27 يناير 1977 في Fort Lewis (Washington) ‏ في الولايات المتحدة. شاركت مع منتخب الولايات المتحدة تحت 23 سنة للسيدات لكرة القدم ‏ ومنتخب الولايات المتحدة لكرة القدم للسيدات. أما مع النوادي، فقد لعبت مع Washington Freedom (soccer) ‏.

## وصلات خارجية
- ميشيل فرينش على موقع الاتحاد الدولي (مؤرشف)  (الإنجليزية)
- ميشيل فرينش على موقع Soccerway.com (الإنجليزية)
- ميشيل فرينش على موقع أوليمبيديا (الإنجليزية)